# Northwest Division (NBA)
De Northwest Division is een competitie in de NBA die onder de Western Conference valt. De NBA is opgedeeld in 2 zogenaamde conferences, die vervolgens weer opgedeeld zijn in 3 divisies.
De divisies worden ingedeeld door geografische ligging. De Northwest Division bestaat sinds 2004.

## Deelnemers
- Denver Nuggets
- Minnesota Timberwolves
- Oklahoma City Thunder
- Portland Trail Blazers
- Utah Jazz

### Kampioenen
| Jaar | Team                   |
| ---- | ---------------------- |
| 2005 | Seattle SuperSonics    |
| 2006 | Denver Nuggets         |
| 2007 | Utah Jazz              |
| 2008 | Utah Jazz              |
| 2009 | Denver Nuggets         |
| 2010 | Denver Nuggets         |
| 2011 | Oklahoma City Thunder  |
| 2012 | Oklahoma City Thunder  |
| 2013 | Oklahoma City Thunder  |
| 2014 | Oklahoma City Thunder  |
| 2015 | Portland Trail Blazers |
| 2016 | Oklahoma City Thunder  |
| 2017 | Utah Jazz              |
| 2018 | Portland Trail Blazers |
| 2019 | Denver Nuggets         |
| 2020 | Denver Nuggets         |
| 2021 | Utah Jazz              |
| 2022 | Utah Jazz              |
| 2023 | Denver Nuggets         |
| 2024 | Oklahoma City Thunder  |
| 2025 | Oklahoma City Thunder  |